# 르 골프 나시오날
르 골프 나시오날(프랑스어: Le Golf National)은 프랑스 파리 중심부 남서쪽의 기앙쿠르에 있는 18홀 골프장이다. 건축가 Hubert Chesneau와 Robert von Hagge가 Pierre Thevenin과 협력하여 설계했다.

## 시설
르 골프 나시오날은 1987년 7월에 착공하여, 3년 후인 1990년 10월 5일에 청소년 체육부 장관 로저 뱀벅(Roger Bambuck)에 의해 개장되었다.
골프장의 수용 인원은 80,000명이다. 메인 챔피언십 코스인 Albatros(알바트로스)는 파72, 7,331 야드 (6,703 m)이다. Aigle(이글) 코스는 파71, 6,224 야드 (5,691 m)이며, 쇼트 9홀 Oiselet(버디) 코스는 파32다.

## 토너먼트
르 골프 나시오날에선 유럽에서 가장 오래된 내셔널 오픈인 PGA 유러피언 투어의 오픈 드 프랑스(Open de France)가 개최된다. 1991년 르 골프 나시오날에서 처음 개최된 이래 두 차례(1999년, 2001년)를 제외하고 매년 이곳에서 개최되었다.
2018년엔 라이더컵이 개최되었다.
1994년과 2022년에는 남자 및 여자 세계 아마추어 팀 선수권 대회인 아이젠하워 트로피와 에스피리토 산토 트로피를 개최했다.
2024 파리 올림픽 골프 종목이 개최되었다.